# Me, Gangster
Me, Gangster is een Amerikaanse misdaadfilm uit 1928 onder regie van Raoul Walsh. De film werd destijds uitgebracht onder de titel Jeugdige vagebonden.

## Verhaal
Jimmy Williams groeit op voor galg en rad. Hij sluit zich aan bij een dievenbende en door zijn spitsvondigheid en zijn meedogenloosheid verwerft hij al gauw veel aanzien bij de andere bendeleden. Wanneer hij tijdens een bankroof 50.000 dollar wil stelen, loopt hij tegen de lamp. Hij krijgt een fikse celstraf opgelegd en hij zoekt vervolgens naar mogelijkheden om vroeger vrij te komen.

## Rolverdeling
| Acteur         | Personage      |
| -------------- | -------------- |
| June Collyer   | Mary Regan     |
| Don Terry      | Jimmy Williams |
| Anders Randolf | Russ Williams  |
| Carole Lombard | Blonde Rosie   |